# Bosques de Neblina - Selva Central

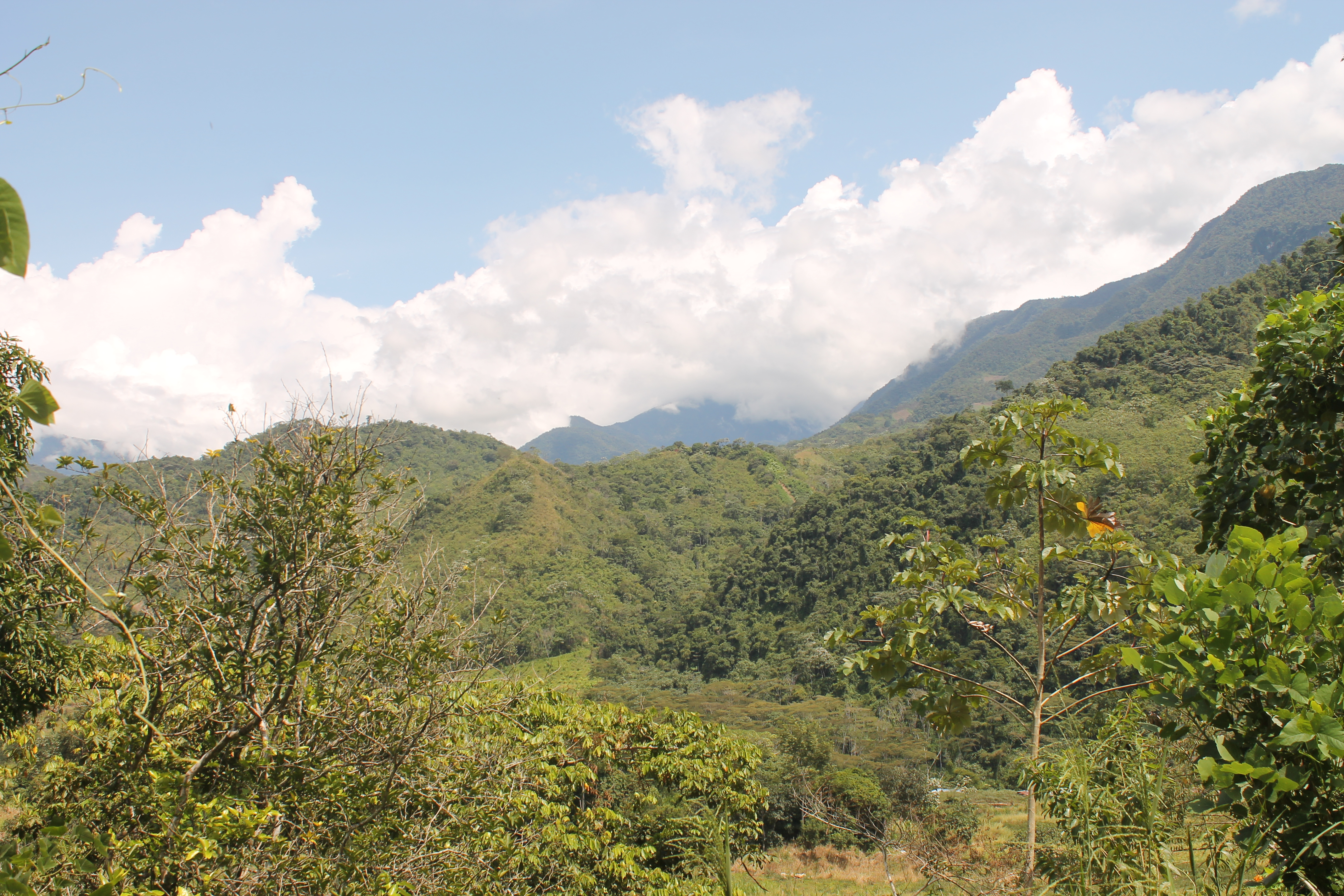
Zona de transición de la reserva de biosfera Bosques de Neblina - Selva Central

Bosques de Neblina - Selva Central es la sexta reserva de la biosfera en Perú. Fue reconocida el 28 de octubre de 2020 durante el Consejo Internacional de Coordinación del Programa MAB de la UNESCO (programa sobre "El Hombre y la Biosfera" por sus siglas en inglés).  
Tiene una extensión de 812 114.93 hectáreas y abarca 14 distritos de las provincias de Chanchamayo, Concepción, Jauja, Junín, Tarma y Satipo del departamento de Junín.

## Objetivo

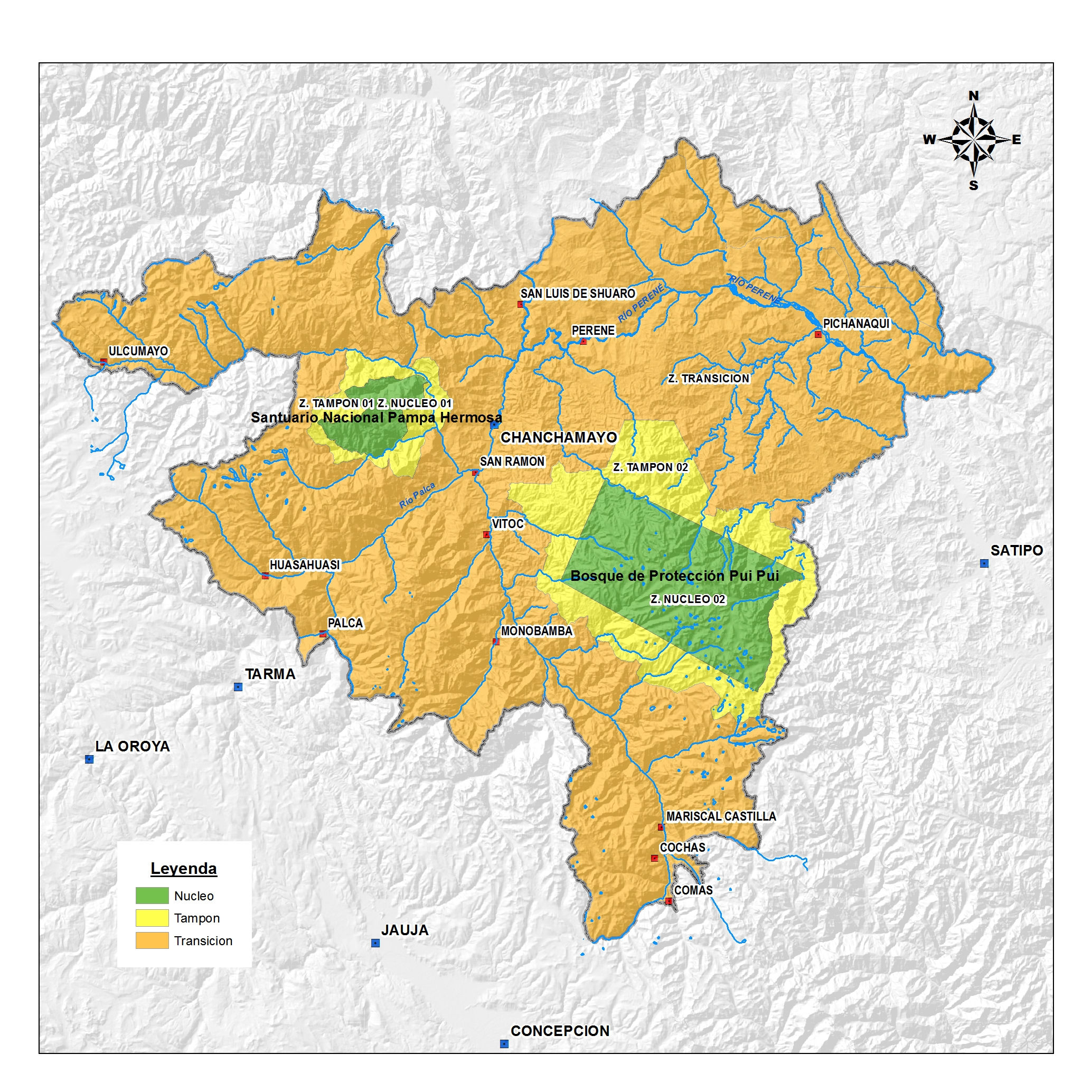
Zonificación de la reserva de biosfera Bosques de Neblina - Selva Central

Según refiere el expediente de postulación, la reserva de biosfera tiene como objetivo: “Promover e impulsar actividades realizadas por el hombre de una manera conciliadora con la conservación de la biodiversidad, manteniendo su uso responsable y sostenible, asegurando un desarrollo económico y humano basado en la investigación, la educación y su riqueza cultural”. 

## Zonificación
La reserva de biosfera Bosques de Neblina - Selva Central está conformada por tres zonas: Zonas núcleo que abarca 71 543.74 hectáreas (8.81 %), Zonas tampón con una extensión de 80 353.2 hectáreas (9.89 %) y Zonas de transición que un área de 660 217.99 hectáreas (81.3 %).
Las zonas núcleo están conformadas por Santuario Nacional Pampa Hermosa y el Bosque de Protección Pui Pui.